# Shirley Valentine
Shirley Valentine är en brittisk dramakomedi från 1989 i regi av Lewis Gilbert. Filmen baseras på Willy Russells pjäs med samma namn.

## Utmärkelser
Pauline Collins vann ett BAFTA Award för bästa kvinnliga huvudroll 1990.

## Rollista i urval
- Pauline Collins - Shirley Valentine
- Tom Conti - Costas
- Julia McKenzie - Gillian
- Alison Steadman - Jane
- Joanna Lumley - Marjorie
- Sylvia Syms - rektorn
- Bernard Hill - Joe
- George Costigan - Jeanette
- Tracie Bennett - Milandra